# Naturschutzgebiet Wache
Das Naturschutzgebiet Wache mit einer Größe von 111 ha liegt südöstlich vom Industriegebiet Lehmbach in Hallenberg. Es wurde am 15. September 2004 mit dem Landschaftsplan Hallenberg durch den Hochsauerlandkreis als Naturschutzgebiet (NSG) ausgewiesen. Das NSG besteht aus zwei Teilflächen. Es ist Teil des Europäischen Vogelschutzgebiets Medebacher Bucht. Das NSG ist eine von drei Teilflächen des FFH-Gebietes Nuhnewiesen, Wache und Dreisbachtal (DE 4817-306).

## Gebietsbeschreibung
Beim NSG handelt es sich um Magergrünlandbereiche mit Hecken, Feldgehölzen und Einzelbäumen. 

## Tier- und Pflanzenarten im NSG
Auswahl vom Landesamt für Natur, Umwelt und Verbraucherschutz Nordrhein-Westfalen dokumentierter Brutvogelarten im Gebiet: Goldammer, Neuntöter und Wiesenpieper. Früher kam auch das Braunkehlchen als Brutvogel vor.
Auswahl vom Landesamt dokumentierter Pflanzenarten im Gebiet: Acker-Gauchheil, Acker-Glockenblume, Acker-Hornkraut, Acker-Schachtelhalm, Acker-Schmalwand, Acker-Witwenblume, Ährige Teufelskralle, Berg-Platterbse, Besenginster, Breitblättriges Knabenkraut, Brennender Hahnenfuß, Echte Schlüsselblume, Echtes Johanniskraut, Echtes Labkraut, Echtes Mädesüß, Frühlings-Hungerblümchen, Färber-Ginster, Gänseblümchen, Gamander-Ehrenpreis, Geflecktes Johanniskraut, Gemeiner Windhalm, Gewöhnlicher Erdrauch, Gewöhnliches Ferkelkraut, Gelbes Sonnenröschen, Gras-Sternmiere, Große Bibernelle, Großer Wiesenknopf, Heide-Nelke, Herbstzeitlose, Hohe Schlüsselblume, Klatschmohn, Kleine Bibernelle, Kleiner Baldrian, Kleiner Klappertopf, Kleiner Wiesenknopf, Kleines Habichtskraut, Knolliger Hahnenfuß, Kornblume, Kriechender Hahnenfuß, Kuckucks-Lichtnelke, Körner-Steinbrech, Magerwiesen-Margerite, Moschus-Malve, Quellen-Hornkraut, Purgier-Lein, Rapunzel-Glockenblume, Rundblättrige Glockenblume, Salbei-Gamander, Schlangen-Knöterich, Schmalblättriges Wollgras, Schwarze Teufelskralle, Skabiosen-Flockenblume, Sonnwend-Wolfsmilch, Spitzlappiger Frauenmantel, Sumpf-Dotterblume, Sumpf-Vergissmeinnicht, Trollblume, Vogel-Wicke, Wald-Ehrenpreis, Wald-Storchschnabel, Weißes Labkraut, Wiesen-Bocksbart, Wiesen-Bärenklau, Wiesen-Flockenblume, Wiesen-Kerbel, Wiesen-Kümmel, Wiesen-Platterbse, Wiesen-Schaumkraut, Zaun-Wicke.

## Schutzzweck
Das NSG soll das Grünland mit Arteninventar schützen. Zur Erhaltung und Entwicklung von Lebensgemeinschaften und Lebensstätten wildlebender, teils gefährdeter Arten, von Tier- und Pflanzenarten beizutragen. Wie bei allen Naturschutzgebieten in Deutschland wurde in der Schutzausweisung darauf hingewiesen, dass das Gebiet „wegen der Seltenheit, besonderen Eigenart und Schönheit des Gebietes“ als Naturschutzgebiet ausgewiesen wurde. Laut Naturschutzgebiets-Ausweisung wurde das Gebiet zum Naturschutzgebiet auch ausgewiesen, um zur Sicherung des ökologischen Netzes Natura 2000 der EU im Sinne der FFH-Richtlinie.

## Schutzmaßnahmen
Im NSG kaufte die Nordrhein-Westfalen-Stiftung Naturschutz, Heimat- und Kulturpflege 16,55 ha Land an, welche von Biologischen Station Hochsauerlandkreis betreut werden.